# Ramón Puig i Gairalt

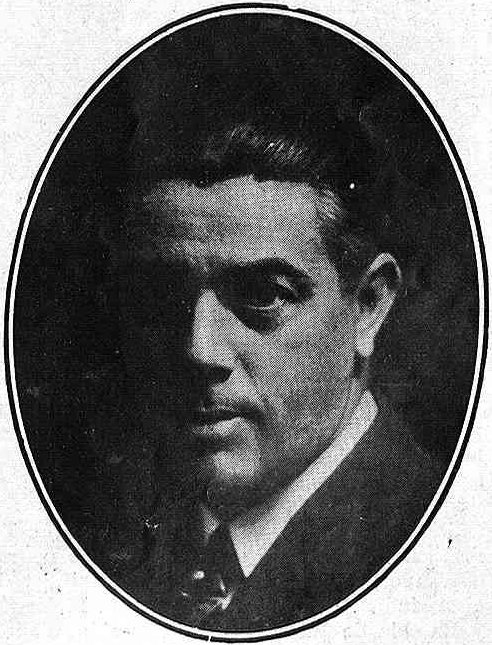
Retrato de Ramón Puig Gairalt

Ramón Puig Gairalt (Hospitalet de Llobregat, 1886-Barcelona, 1937) fue un arquitecto español. Arquitecto representativo del grupo de renovadores catalanes de su tiempo, ejerció como arquitecto municipal de L'Hospitalet proyectando el plan urbanístico de ensanche de la ciudad de 1926 y realizando diversas construcciones públicas como el grupo escolar Francesc Maciá o el mercado de Collblanc. 

## Biografía
Hermano del también arquitecto y músico Antoni Puig i Gairalt (1888-1935) nacen en el centro de Hospitalet en el seno de una familia cuyo padre, Ramón Puig y Campreciós, era contratista de obras, hecho sin duda que marcaría la profesión de los dos hermanos.
Fue discípulo de la Escuela de Arte de Francesc d'Assís Galí i del Conservatorio del Liceo. En 1920 realizó la biblioteca pública del Vendrell para el servicio de Bibliotecas Populares de la Mancomunidad. Fue titulado en 1912 en la Escuela de Arquitectura de Barcelona.
Durante su juventud viajó por Europa y se instaló en Viena, donde residió un tiempo, y conoció la obra de autores como Josef Hoffmann, Adolf Loos, etc, que influirían en su concepción arquitectónica.
En 1919 empezó a trabajar como arquitecto municipal y urbanista de Hospitalet, y su obra es muy prolífica ya que su acción coincidió con unos años de importante crecimiento de la ciudad debido sobre todo a los movimientos migratorios. En 1926 firmó un plano de ensanche y saneamiento interior de Hospitalet que no se llegaría a aplicar. En este proyecto el interés es la búsqueda de una ciudad obrera jardín, en la que se disfrutara de los beneficios de ser complementaria a la gran ciudad, no formar una ciudad independiente, pero sin padecer todos los inconvenientes de la gran urbe.
Puig i Gairalt optaba por una ciudad jardín obrera, con creación de plazas, y sustitución de las viviendas existentes por otras que asegurasen las medidas de higiene a sus habitantes. Participó, de forma paralela, en todo tipo de proyectos constructivos, en el archivo municipal de L'Hospitalet hay más de 1500 expedientes de obras firmados por los dos hermanos. Desde viviendas particulares, de protección oficial, comercios, edificios públicos, fábricas, etc.

## Estilo y obras

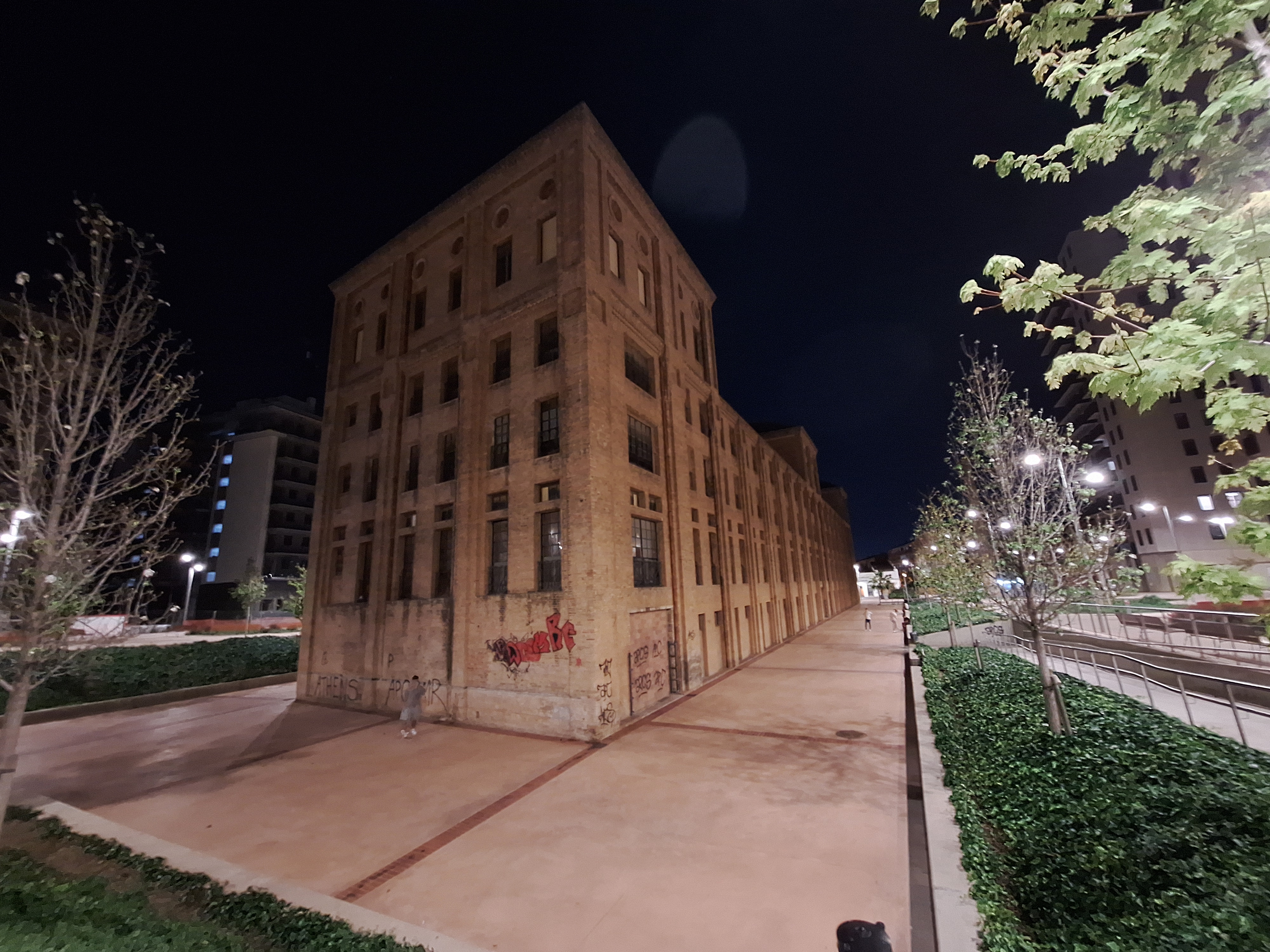
Fábrica Cosme Toda en el barrio de Collblanc, Hospitalet de Llobregat

Su estilo arquitectónico es el que estaba en auge en su tiempo: el modernismo, el novecentismo. Entre sus obras más importantes podemos destacar el mercado de Collblanc (1932) o la fábrica Cosme Toda (1927), el llamado Rascacielos de Collblanc (1931-1933) o el significativo Teatro Juventud.
Puig i Gairalt también fue un arquitecto representativo del grupo de renovadores catalanes de su tiempo no estrictamente vanguardistas. Ocupó diversos cargos de relevancia dentro de la comunidad artística catalana de su época. Colaboró en diversas publicaciones arquitectónicas y urbanísticas y fue un excelente dibujante y músico.